# Ernst-Reuter-Allee (Magdeburg)

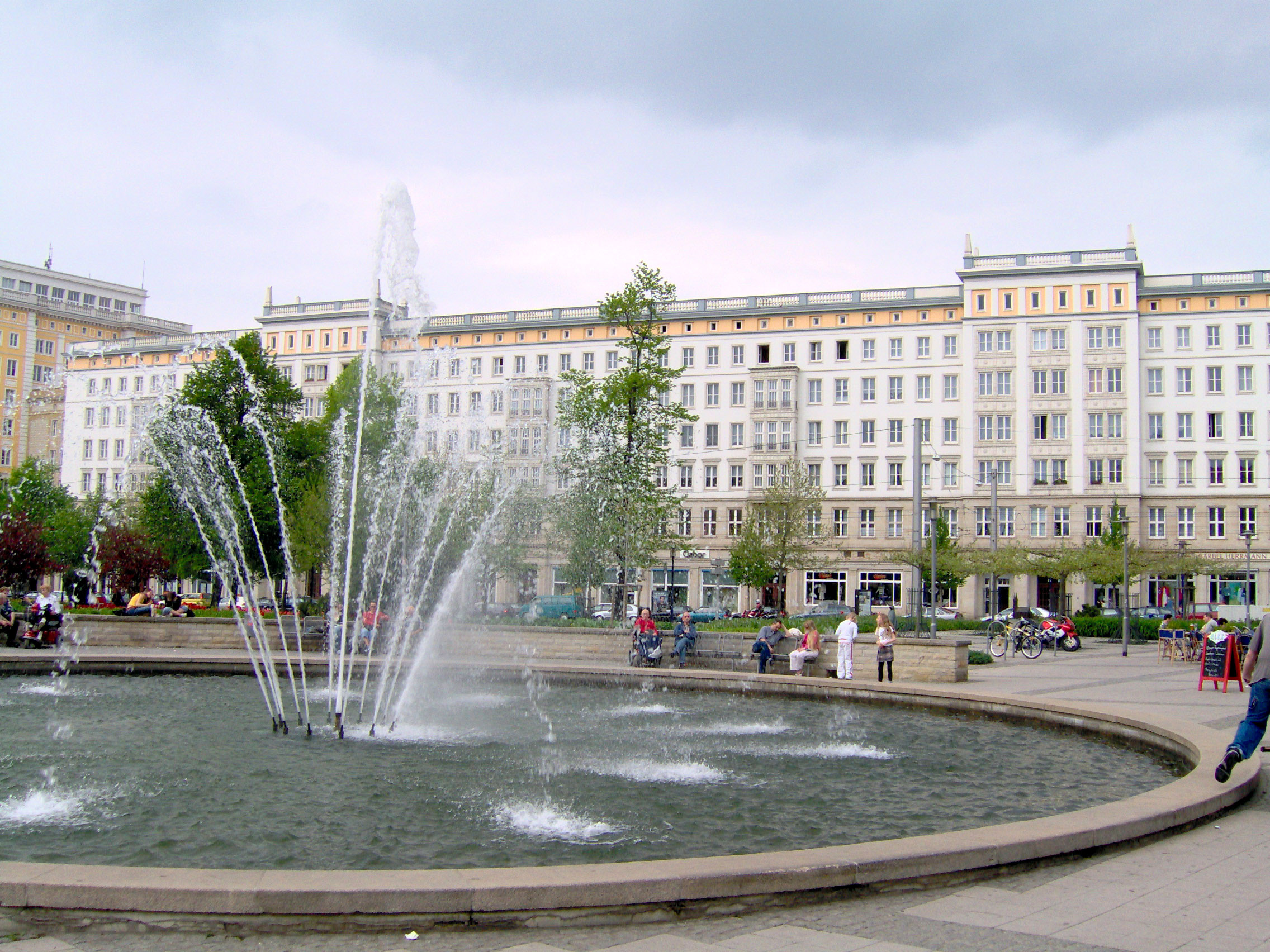
Sozialistisch-klassizistische Bebauung an der Ernst-Reuter-Allee aus den 1950er Jahren (2005)

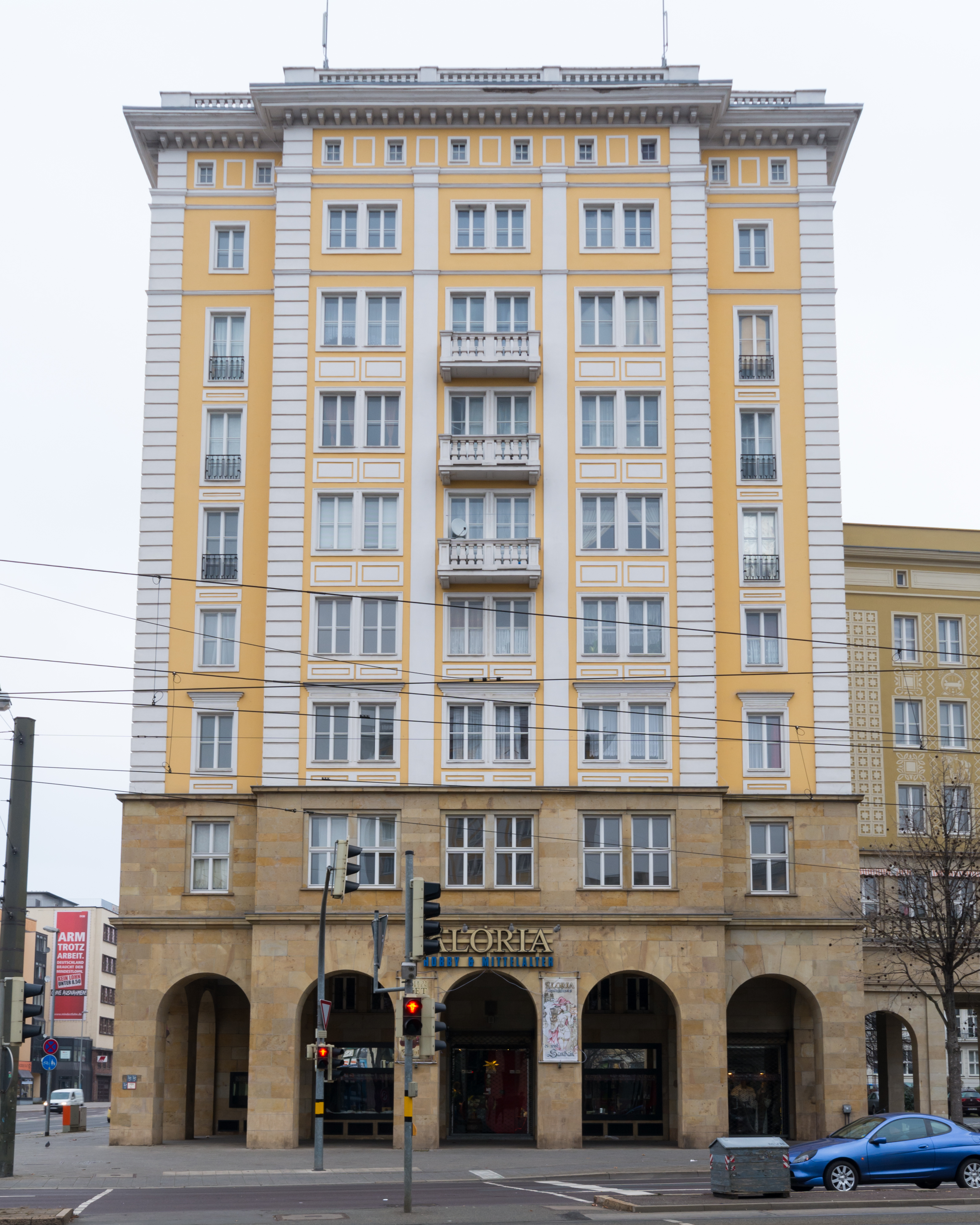
Markanter Kopfbau Ernst-Reuter-Allee/Otto-von-Guericke-Straße 104 (2014)

Die Ernst-Reuter-Allee (früher Wilhelm-Pieck-Allee) ist die größte Ost-West-Verkehrsachse der Magdeburger Altstadt. Sie wurde nach dem früheren Magdeburger Oberbürgermeister Ernst Reuter benannt. Sie beginnt an der Neuen Strombrücke und mündet in die Olvenstedter Straße.
Die Allee wurde nach den Zerstörungen des Zweiten Weltkriegs als repräsentative Hauptgeschäfts- und Aufmarschstraße für Großkundgebungen durch den Magdeburger Chefarchitekten Johannes Kramer im Zuge der Anlage des Zentralen Platz geplant und ersetzte die frühere Alte/Neue Ulrichstraße bzw. die Wilhelmstraße (westliches Teilstück). Als Grundlage dienten „die 16 Grundsätze des Städtebaus“ von 1950.
Zunächst als „Stalinallee“ bezeichnet, erhielt die Straße 1956 den Namen des ersten Präsidenten der DDR, Wilhelm Pieck. Als Randbebauung entstanden monumentale fünf- und achtgeschossige Großbauten im Stil des Sozialistischen Klassizismus nach dem Vorbild der Berliner Stalinallee (später: Karl-Marx-Allee). Für den Bau wurden auch erhaltene historische Gebäude beseitigt, darunter die bedeutende gotische Pfarrkirche St.-Ulrich-und-Levin, die am 5. April 1956 gesprengt wurde. Ihr Platz blieb eine Rasenfläche.
Nach der Wende wurde die Wilhelm-Pieck-Allee umbenannt und samt Bebauung saniert. Seither trägt sie den Namen Ernst Reuters, der von 1931 bis 1933 Oberbürgermeister von Magdeburg war. Die Straße selbst wurde teilweise bebaut. 1997 wurde das City-Carée eröffnet, 1998 das Allee-Center, welches das Areal der Straße zwischen Breitem Weg und Elbe einnimmt.